# Mirador del Llobregat
El mirador del Llobregat o plaça de Sant Jordi és un mirador ubicat a la muntanya de Montjuïc a Barcelona. El mirador ocupa la plaça coneguda antigament com la del Polvorí. El seu nom ve del fet que el mirador està situat al vessant oest de Montjuïc i s'hi pot albirar tot el delta del Llobregat. A la plaça hi ha bancs i ornaments de l'exposició Universal de 1929. És molt concorreguda per jugadors de petanca.

## Sant Jordi a cavall
Al bell mig de la plaça del mirador del Llobregat hi ha l'escultura Sant Jordi, obra de Josep Llimona del 1924. L'escultura representa a Sant Jordi nu muntant a cavall.

## Font de Ceres
En aquesta mateixa plaça també hi ha la font de Ceres, una de les fonts ornamentals més antigues de Barcelona (1830), obra de Celdoni Guixà. Antigament la font estava situada al passeig de Gràcia però el 1874 va ser traslladada a la plaça Sortidor (Poble Sec), i finalment el 1919 va ser traslladada al seu lloc actual.